# Rest of My Life
Singles de Ludacris
Representin
(2012) All Around the World
(2013)
Singles par Usher
Dive
(2012)
Singles par David Guetta
She Wolf (Falling to Pieces)
(2012) Just One Last Time
(2012)
Rest of My Life est une chanson de musique pop-house du rappeur américain Ludacris, en collaboration avec Usher et David Guetta. Enregistré en 2011, le single sort le 2 novembre 2012 sous format numérique par le bais du label The Island Def Jam Music Group.
Extrait de l'album studio de Ludacris intitulé Ludaversal (2013), la chanson est écrite par David Guetta, Marvin Scandrick, Christopher Bridges, Giorgio Tuinfort, Oscar Salinas, Usher Raymond IV et Juan Salinas Jr. Rest of My Life est produit par David Guetta et par Giorgio Tuinfort.

## Liste des pistes
| 1. | Rest of My Life (feat. Usher & David Guetta) | 3:52 |

## Cinéma
En 2013, la chanson apparaît sur la bande originale du film Fast and Furious 6.

## Classement hebdomadaire
| Classement (2012)               | Meilleure position |
| ------------------------------- | ------------------ |
| Allemagne (Media Control AG)    | 32                 |
| Australie (ARIA)                | 16                 |
| Autriche (Ö3 Austria Top 40)    | 25                 |
| Belgique (Flandre Ultratip 100) | 88                 |
| États-Unis (Hot 100)            | 72                 |
| États-Unis (Pop Airplay)        | 25                 |
| France (SNEP)                   | 152                |
| Nouvelle-Zélande (RMNZ)         | 19                 |
| Royaume-Uni (UK Singles Chart)  | 41                 |
| Royaume-Uni (UK Dance Chart)    | 9                  |
| Suisse (Schweizer Hitparade)    | 42                 |

### Certifications
| Pays             | Organisme | Certification | Vente  |
| ---------------- | --------- | ------------- | ------ |
| Australie        | ARIA      | Platine       | 70 000 |
| Nouvelle-Zélande | RIANZ     | Or            | 7 500  |

|}

## Historique de sortie
| Pays       | Date            | Format                   | Label                          |
| ---------- | --------------- | ------------------------ | ------------------------------ |
| États-Unis | 2 novembre 2012 | Téléchargement numérique | The Island Def Jam Music Group |